# Аркаим
Аркаи́м — комплекс из городища, могильника и селищ рубежа XX/XVIII—XVIII/XVI веков до н. э. Принадлежит к синташтинской культуре и так называемой «Стране городов».
Расположен в долинах рек Большая Караганка и Утяганка в Челябинской области России.
Комплекс был открыт в 1971 году. Исследования проводили в 1980—1990-е годы Г. Б. Зданович, С. Г. Боталов, С. А. Григорьев, Д. Г. Зданович.
В 1991 году был создан природно-ландшафтный и историко-археологический центр «Аркаим».

## История археологического памятника
Аркаим был обнаружен в июне 1971 года отрядом Урало-Казахстанской археологической экспедиции в составе двух археологов (С. Г. Боталов и В. С. Мосин), нескольких студентов археологической направленности и нескольких школьников из соответствующих кружков. Причиной начала археологического обследования территории послужила необходимость строить Больше-Караганское водохранилище для нужд Больше-Караганской межхозяйственной оросительной системы, для обеспечения водой сельскохозяйственных районов области. Специалисты не придали значимости исследованиям в этом районе — экспедиция отправлялась как на малоперспективную работу — предстояло обследовать неинтересный с точки зрения находок обширный степной район. Два школьника из археологического отряда, Александр Езриль и Александр Воронков, обнаружили необычный рельеф местности. Руководство экспедиции уже имело опыт работы на памятниках эпохи бронзы, в том числе на Синташтинском поселении, и это обстоятельство позволило оценить важность открытия.
После первичного осмотра и снятия плана городища Боталовым и Мосиным была установлена принадлежность памятника к синташтинскому типу эпохи бронзы. Это оказалось возможным благодаря тому, что уже хорошо были известны подобные материалы, полученные в период исследований Синташтинского комплекса, изучение которого началось экспедицией В. Ф. Генинга с 1974 году.
В соответствии с планом строительства все археологические объекты, расположенные в зоне строительства, должны были быть затоплены, но благодаря активной позиции директора Эрмитажа академика Б. Б. Пиотровского, председателя Президиума Уральского отделения АН СССР академика Г. А. Месяца и ряда специалистов-археологов удалось отсрочить затопление на два года, что не имело прецедентов в советской истории.
Борьба учёных с ведомством «Гипроводхоз» закончилась в апреле 1992 года, когда стройка плотины была закрыта и территория (3300 га) с находящимся на ней поселением была выделена Советом Министров РФ под организацию экспериментального природно-ландшафтного и историко-археологического заповедника — филиала Ильменского государственного заповедника имени В. И. Ленина. Главной причиной, определившей данный исход событий, стал распад Советского Союза, ослабление ведомств, активизация общества, поиск новых парадигм.
17 мая 2005 года Аркаим посетил президент России Владимир Путин.

## Этимология
Поселение было названо не Александровским (от соседнего посёлка), а по названию одной из сопок (не самой близкой), которая располагается в 4 км к югу от поселения. Топоним «Аркаим» происходит от тюркского «хребет», «спина», «основа».

## Описание

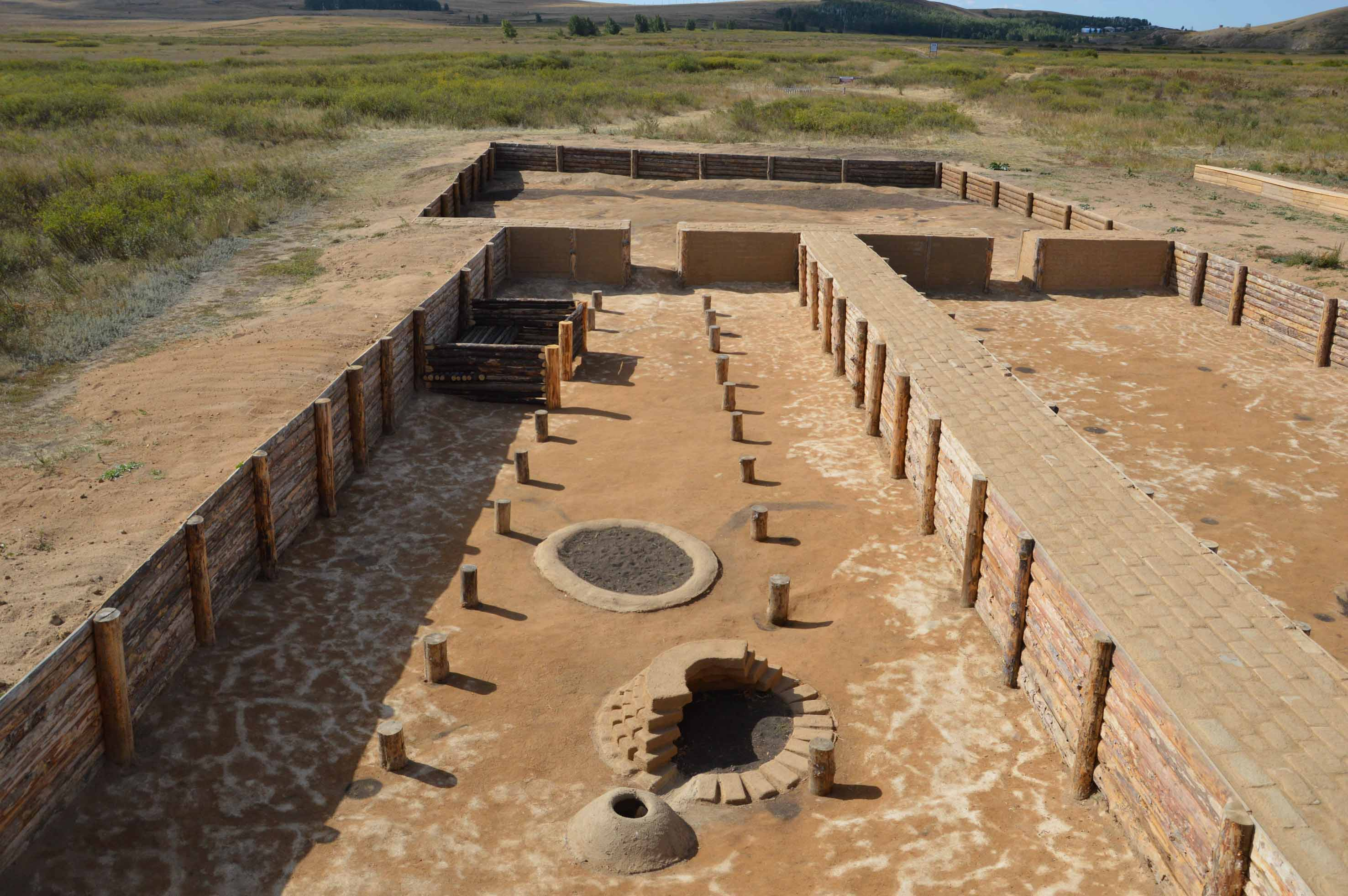
Музеефицированный раскоп на двух жилищах

Городище имеет два кольца валов диаметром 143—145 м и 85 м соответственно и четыре прохода, которые ориентированы по сторонам света. Главный проход обращён на запад. Жилища образуют ещё два кольца диаметр 39—40 м — внешнее и 27 м — внутреннее. Между кольцами жилищ имелась круговая улица с деревянной мостовой. Под мостовой находился ров ливневой канализации (глубина и ширина 1,5 м) с водосборными колодцами. В центре поселения была расположена незастроенная площадка диаметром около 25 м.
Внутри валов были расположены узкие коридоры, ниши и проходы в жилые помещения. Жилища были наземными, трапециевидными в плане, площадью 110—180 м². Они имели каркасную конструкцию и общие длинные стены. Выходы из жилищ были ориентированы к центру поселения. Внутри жилищ найдены следы очагов, печей, колодцев и погребов. Обнаружены следы металлургического производства.
Назначение комплекса спорно. По разным предположениям он мог быть крепостью, убежищем, металлургическим, торговым, сакральным центром и др.
В 1—1,5 км к северо-востоку от городища находится Большекараганский могильник. Он включает в себя насыпи, под которыми располагались площадки, огороженные рвом и отделённые друг от друга внутренними грунтовыми перемычками. На площадках находятся от 7 до 20 погребальных и жертвенных ям. Могильные ямы имели глубину до 3,5 м и включали в себя камеры до трёх этажей, перекрытые деревянными настилами. Нижняя камера включала захоронения, которые были одиночными, парными и групповыми. Тела располагались в скорченном положении. В верхней камере сохранились остатки жертвоприношений — костяки и черепа лошади, крупного и мелкого рогатого скота и собак. Погребённые имели европеоидный антропологический тип. Число женских захоронений вдвое превышает число мужских. Захоронения сопровождались инвентарём, представленным керамическими сосудами, деревянными чашами, медными и бронзовыми ножами, наконечниками копий и стрел и др. Рядом с этими насыпями бронзового века располагались курганные группы позднесарматской культуры.

## Происхождение

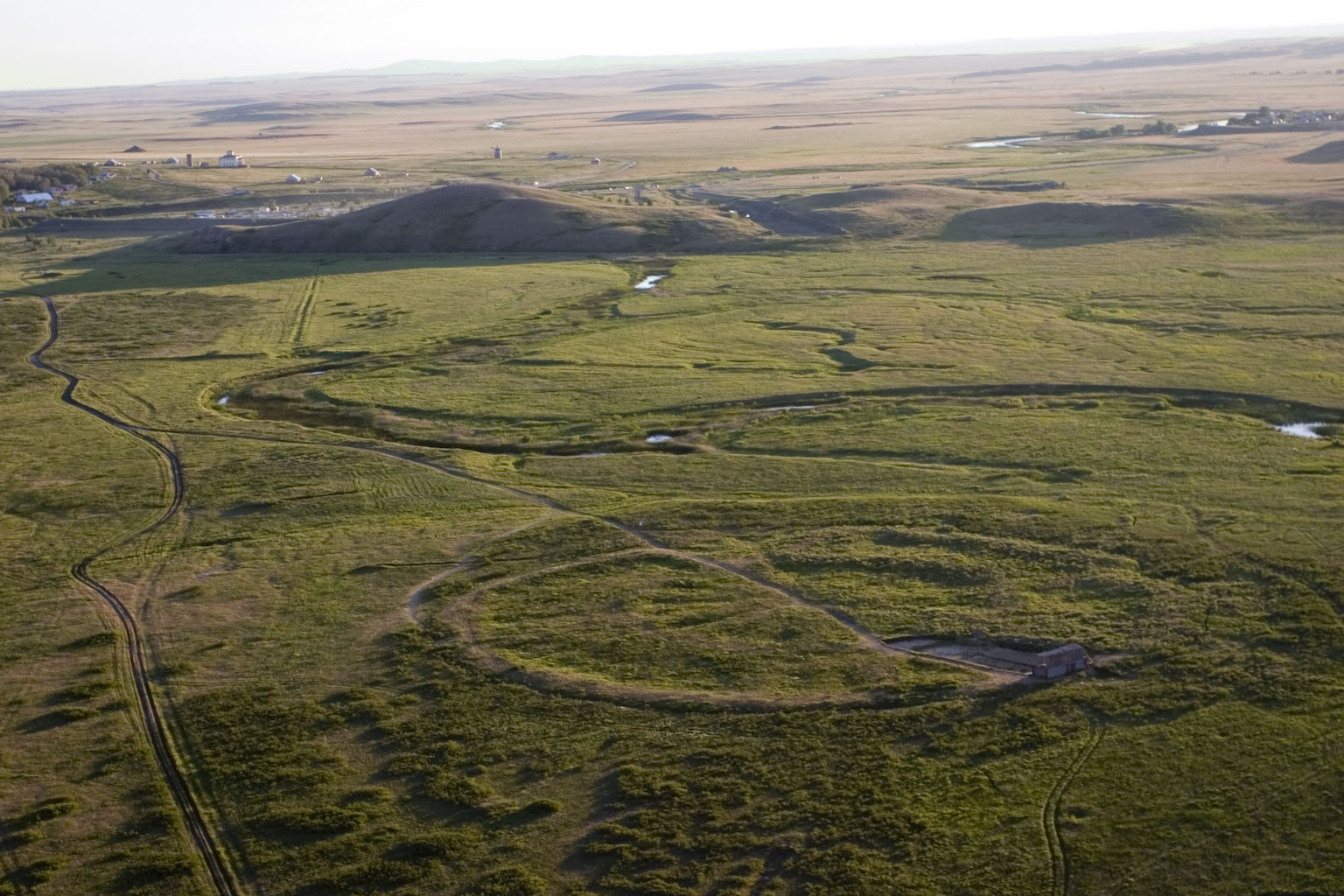
Панорама окрестностей Аркаима

Согласно исследованиям в области палеогенетики, люди из синташтинской культуры имеют значительное генетическое сходство с представителями культуры шнуровой керамики. Миграция популяций из культуры шнуровой керамики на восток, вероятно, привела к формированию синташтинской культуры. При исследовании ископаемой ДНК у представителей синташтинской культуры были обнаружены Y-хромосомная гаплогруппа R1a и митохондриальные гаплогруппы J1, J2, N1 и U2.
В настоящее время недостаточно данных, чтобы однозначно утверждать, являлись ли «синташтинцы» индоиранцами или уже иранцами. Наиболее общепринято мнение, что поселение принадлежало носителям праиндоиранского языка.

## В эзотерике и псевдонауке
Образ Аркаима получил популярность в среде эзотериков, экстрасенсов, уфологов, националистов, неоязычников и в работах, признанных научным сообществом псевдоисторическими. К идее спасения Аркаима привлекались разнообразные общественные силы и организации. На фоне общего кризиса социализма, породившего идеологический вакуум, люди искали «пищу» для формирования новых воззрений. На этом фоне, высказываемые учёными яркие гипотезы стали источником фантазий и домыслов, породивших эзотерические и неоязыческие идеи и питающие индустрию псевдонауки. Поддержку сохранения Аркаима оказали эзотерики и сторонники «арийской» идеи, представившие Аркаим столицей древней «арийской» (славянской) цивилизации. Эта поддержка была одобрена частью научного сообщества, и мифологизация Аркаима приобрела большие масштабы, не встречая противодействия. В этом процессе участвовали также некоторые местные учёные и представители местных властей.
В эзотерической и псевдонаучной интерпретации Аркаима выделяются две основных идеи: славянская («арийская») этническая принадлежность «синташтинцев» («славяно-арии», русы, русские) и феноменальный уровень технологического, социального и «духовного» развития «аркаимцев». Даже в тех случаях, когда в псевдонаучной теории нет прямой националистической направленности, «древние арии» представляются хранителями «энергий» и «сакрального, тайного знания», ныне забытых и для большинства непостижимых. Эти идеи не согласуются с научными данными. Аркаим считается «местом силы», «прародиной» славян, «ариев» (речь идёт не об исторических ариях, предках только индоиранцев, а о псевдонаучном синониме праиндоевропейцев, «арийцах») или индоевропейцев, «колыбелью мира», название города связывается с именем Йимы, вследствие чего поселение объявляется родиной Заратустры. Уровень развития аркаимской «цивилизации» в подобных публикациях обычно предстаёт значительно завышенным по сравнению с реальными данными. Утверждается, что Аркаим использовался как обсерватория. По мнению уфологов, города Страны городов были построены инопланетянами. По мнению экстрасенсов, в районе Аркаима проходит мощный поток энергии, поэтому они совершают туда поездки с целью «подзаряжаться». В результате эзотерического «освоения» Аркаима возникли инсталляции типа спиралеобразного сада камней.
В рамках арийского мифа, популярного в эзотерике и славянском неоязычестве (родноверии), часто считается, что культура Аркаима и родственных ему памятников Южного Урала является «арийской цивилизацией» и отождествляется со славянами. Многие авторы увязывают Аркаим с мифической северной страной Гипербореей, якобы прародиной «арийцев» (вариант: «ариев», не следует путать с историческими ариями) или «белых людей». Утверждается, что похолодание и наступление ледников заставили «арийцев» переселяться южнее. Пройдя через Урал, они остановились в благодатном крае, который связывается с Семиречьем, упоминаемым в Авесте, или с «Беловодьем» русских сказаний. В обоих случаях речь идёт о Южном Урале, где помещается «вторая прародина арийцев», из которой последние расселились по просторам Евразии от Карпат до Китая. Сторонники этих взглядов считают Южный Урал источником ведических верований и местом древнейшей в мире государственности, столицей которой был священный Аркаим.
«Эзотерическое освоение» Аркаима началось в 1991 году с визита астролога Тамары Глобы и к началу XXI века имеет всеобъемлющий характер. По состоянию на 2005 год на одном из соседних холмов огромными белыми линиями была вычерчена свастика, в Аркаиме действовал «Национальный арийский союз», занимавшийся литьём свастик на заказ. Популяризацию этой идеи осуществлял сатирик Михаил Задорнов, который отождествлял «праславян» с «арийцами», при этом заявляя, что «арийцы в золотой век своей истории даже не воевали, пока оледенение Сибири их не заставило переселяться в Европу и на юг материка». А в 2008 году Задорнов в соавторстве с неоязыческим писателем Сергеем Алексеевым и режиссёром Александром Волковым выпустил фильм «Аркаим. Стоящий у солнца». Согласно фильму, между Западом и Востоком якобы всегда располагалась «третья (особая) цивилизация, ныне называемая Россией», культуру которой Алексеев называет «арийской». Заявляется о мудрости «предков-арийцев» и их «высокой духовности», а также о сокрытии учёными этой «правды» от народа. «Арийская» версия также рассматривается в литературно-телевизионном проекте «Хребет России». Близкой точки зрения придерживается биохимик Анатолий Клёсов, создатель учения «ДНК-генеалогия», признаваемого научным сообществом псевдонаучным. В рамках этого учения Клёсов утверждает древность и «арийское» происхождение славян, при этом речь идёт об «ариях» как псевдонаучном синониме праиндоевропейцев, «арийцах», а не об исторических ариях.
Превращение Аркаима в «святое место» стало причиной того, что в настоящее время научные работы там практически прекращены.